# Phlegra simplex
Phlegra simplex là một loài nhện trong họ Salticidae.
Loài này thuộc chi Phlegra. Phlegra simplex được Wanda Wesołowska & Anthony Russell-Smith miêu tả năm 2000.